# Alfred Assollant
Alfred Assollant (20. března 1827, Aubusson - 3. března 1886, Paříž) byl francouzský spisovatel dobrodružných knih, z nichž nejznámější je román Podivuhodná, nicméně zcela pravdivá dobrodružství kapitána Korkorána.

## Životopis
Alfred Assollant se narodil roku 1827 v Aubussonu v dnešním departementu Creuse. Po studiích na prestižní pařížské škole École normale supérieure se stal učitelem, ale od roku 1858 se zcela věnoval psaní. V tomto roce se totiž vrátil z návštěvy Spojených států amerických a vydal knihu svěžích a cestopisných barvitých črt, ve kterých popsal zážitky ze své cesty. Poté napsal celou řadu většinou mládeži určených románů (v některých se projevuje vliv Waltra Scotta) s cílem podněcovat v ní zejména její cit pro spravedlnost. Své nejznámější dílo, román Aventures merveilleuses mais authentiques du capitaine Corcoran (Podivuhodná, nicméně zcela pravdivá dobrodružství kapitána Korkorána) vydal ve svých čtyřiceti letech roku 1867.
Assolant se zajímal také o literární i politické dění (ohlasy toho najdeme i v samotném kapitánu Korkoránovi) a své články na toto téma sebral do několika knih, kde se vyslovuje pro politickou svobodu, pro práva žen a pro svobodu tisku.
Alfred Assollant zemřel roku 1886 v Paříži.

## Dílo
K nejznámějším knihám Alfreda Assolanta patří:
- Scènes de la vie des États-Unis (1858, Obrázky z amerického života), cestopisné črty z autorovy cesty po Spojených státech amerických.
- Deux amins en 1792 (1859, Dva přátelé z roku 1792), česky jako V roce hrůzy.
- Histoire fantastique du célèbre Pierrot écrite par le magicien Alcofribas (1860, Fantastická historie slavného Pierota napsaná kouzelníkem Alcofribasem), česky jako Slavný Honza.
- La Mort de Roland (1860, Rolandova smrt),
- Les Aventures de Karl Brunner, docteur en théologie, (1860, Dobrodružství Karla Brunnera, doktora teologie),
- Brancas (1860,
- Marcomir, histoire d'un étudiant (1862, Marcomir, příběh studenta), česky jako Bisnagarská princezna.
- Aventures merveilleuses mais authentiques du capitaine Corcoran (1867, Podivuhodná, nicméně zcela pravdivá dobrodružství kapitána Korkorána), dva díly, nejslavnější Assollantův román, ve kterém autor popisuje dobrodružství, která prožil námořní kapitán Korkorán se svou přítelkyní tygřicí Jiskrou v Indii při hledání vzácné posvátné knihy.
- D'heure en heure! (1862, Z chvíle do chvíle), politické články,
- Vérité! Vérité! (1863, Svobodu! Svobodu!), politické články,
- Une Ville de garnison (1865, Garnisonní město),
- Un quaker à Paris (1866, Kvaker v Paříži),
- Mémoires de Gaston Phoebus (1867, Paměti Gastona Phoebuse),
- La Confession de l'abbé Passereau (1869, Zpověď abbého Passereaua),
- François Buchamor (1873),
- Léa (1876),
- Montluc le Rouge (1878- 1878, Rudý Montluc, česky též jako Hrdý Montluc), dva díly, román odehrávající se na pomezí dnešní Kanady a USA v době francouzsko-anglické války na konci 17. století. Hlavním hrdinou příběhu je baron de Montluc, napůl Francouz a napůl Indián, který bojuje za práva domorodců a za větší nezávislost francouzské části Kanady.
- Le Tigre (1879, Tygr),
- Pendragon (1881),
- La Bataille de Laon (1881, Bitva u Laonu),
- La Fête de Champdebrac (1882, Champdebracův svátek),
- Plantagenet (1885),
- Désirée (1886),
- La Chasse aux lions (1887, Hon na lvy), posmrtně,
- Claude et Juliettes (1889, Claudie a Julietta), posmrtně,
- Les Crimes de Polichinelle  (1892, Kašpárkův zločin), posmrtně.

## Česká vydání
- Hrdinný kapitán Korkorán, Josef. R. Vilímek, Praha 1903, přeložil František Faustin, znovu 1923, 1931 a 1935. Dostupné online.
- Slavný Honza, Josef. R. Vilímek, Praha 1911, přeložil Josef Štefan Kubín, znovu 1934.
- V roce hrůzy, Bukrart, Brno (1917), přeložil Vítězslav Unzeitig, románová příloha Nových Illustrovaných Listů.
- Rudý Montluc, Dobrodružný svět, ročník č. 2, Josef. R. Vilímek, Praha 1928,
- Bisnagarská princezna, Národní politika, Praha 1934, přeložil Jiří Vičar,
- Hrdinný kapitán Korkorán SNDK, Praha 1955, přeložil Vítězslav Kocourek, znovu 1957 a 1967, Albatros, Praha 1991 a 2011, Grafoprint-Neubert, Praha 1994, ČTK Repro, Praha 1995 a Nava, Plzeň 2005.
- Hrdý Montluc, Albatros, Praha 1973, přeložil Jan Šimek.